# Ataenius buenavistae
Ataenius buenavistae är en skalbaggsart som beskrevs av Zdzisława Stebnicka 2001. Ataenius buenavistae ingår i släktet Ataenius och familjen Aphodiidae. Inga underarter finns listade.